# HD114035
HD114035 — хімічно пекулярна зоря спектрального класу A0, що має видиму зоряну величину в смузі V приблизно  8,2.
Вона  розташована на відстані близько 956,5 світлових років від Сонця.

## Пекулярний хімічний склад
Зоряна атмосфера HD114035 має підвищений вміст 
Eu
.